# Спрінгеттсбері Тауншип (округ Йорк, Пенсільванія)
Спрінгеттсбері Тауншип (англ. Springettsbury Township) — селище (англ. township) в США, в окрузі Йорк штату Пенсільванія. Населення — 27 058 осіб (2020).

## Демографія
Згідно з переписом 2010 року, у селищі мешкало 26 668 осіб у 9832 домогосподарствах у складі 6588 родин. Було 10265 помешкань
Расовий склад населення:
| - 82,9 % — білих - 6,8 % — чорних або афроамериканців - 3,0 % — азіатів - 0,2 % — корінних американців - 5,3 % — осіб інших рас |

До двох чи більше рас належало 1,8 %. Частка іспаномовних становила 7,1 % від усіх жителів.
За віковим діапазоном населення розподілялося таким чином: 18,6 % — особи молодші 18 років, 63,3 % — особи у віці 18—64 років, 18,1 % — особи у віці 65 років та старші. Медіана віку мешканця становила 42,1 року. На 100 осіб жіночої статі у селищі припадало 107,4 чоловіків;  на 100 жінок у віці від 18 років та старших — 107,2 чоловіків також старших 18 років.
Середній дохід на одне домашнє господарство  становив 71 277 доларів США (медіана — 57 440), а середній дохід на одну сім'ю — 83 278 доларів (медіана — 71 015). Медіана доходів становила 50 246 доларів для чоловіків та 35 806 доларів для жінок. За межею бідності перебувало 6,1 % осіб, у тому числі 8,2 % дітей у віці до 18 років та 4,3 % осіб у віці 65 років та старших.
Цивільне працевлаштоване населення становило 11 922 особи. Основні галузі зайнятості: освіта, охорона здоров'я та соціальна допомога — 24,1 %, роздрібна торгівля — 14,7 %, виробництво — 14,5 %.